# De Lichtzijde (Zoetermeer)
De Lichtzijde is een Nederlandse kerk in de wijk De Leyens in Zoetermeer. De kerk werd oorspronkelijk ontworpen als gymnastiekzaal en in 1999 verbouwd voor Evangelie Gemeente Parousia. De kerk kreeg toen de naam De Uitkijk. Deze gemeente verhuisde in 2007 naar de Wattstraat.
De kerk is sinds 2007 in gebruik bij samenwerkingsgemeente De Lichtzijde. Het is een federatieve kerkelijke gemeente, die op 1 januari dat jaar tot stand kwam door een samenvoeging van de Christelijke Gereformeerde en de Nederlands Gereformeerde Kerken van Zoetermeer. Deze gemeente gaf de Zoetermeerse binnenhuisarchitect Hanno Munting opdracht het pand opnieuw in te richten.